# 장흥향원중학교
장흥향원중학교는 대한민국 전라남도 장흥군 장흥읍 건산리에 있는 공립 중학교이다.

## 학교 연혁
- 1966년 1월 20일 : 초대 전병곤 교장 부임
- 1966년 3월 7일 : 장흥여자중학교 개교
- 1975년 9월 1일 : 장흥여자고등학교 분리 이전
- 2023년 3월 1일 : 장흥향원중학교 교명 변경
- 2024년 9월 1일 : 제26대 안병모 교장 부임
- 2025년 1월 9일 : 제57회 64명 졸업(졸업생 총수 12,417명)
- 2025년 3월 4일 : 신입생 82명 입학

## 참고 자료
- 장흥향원중학교 - 한국교육학술정보원 학교알리미